# Скоуґафосс

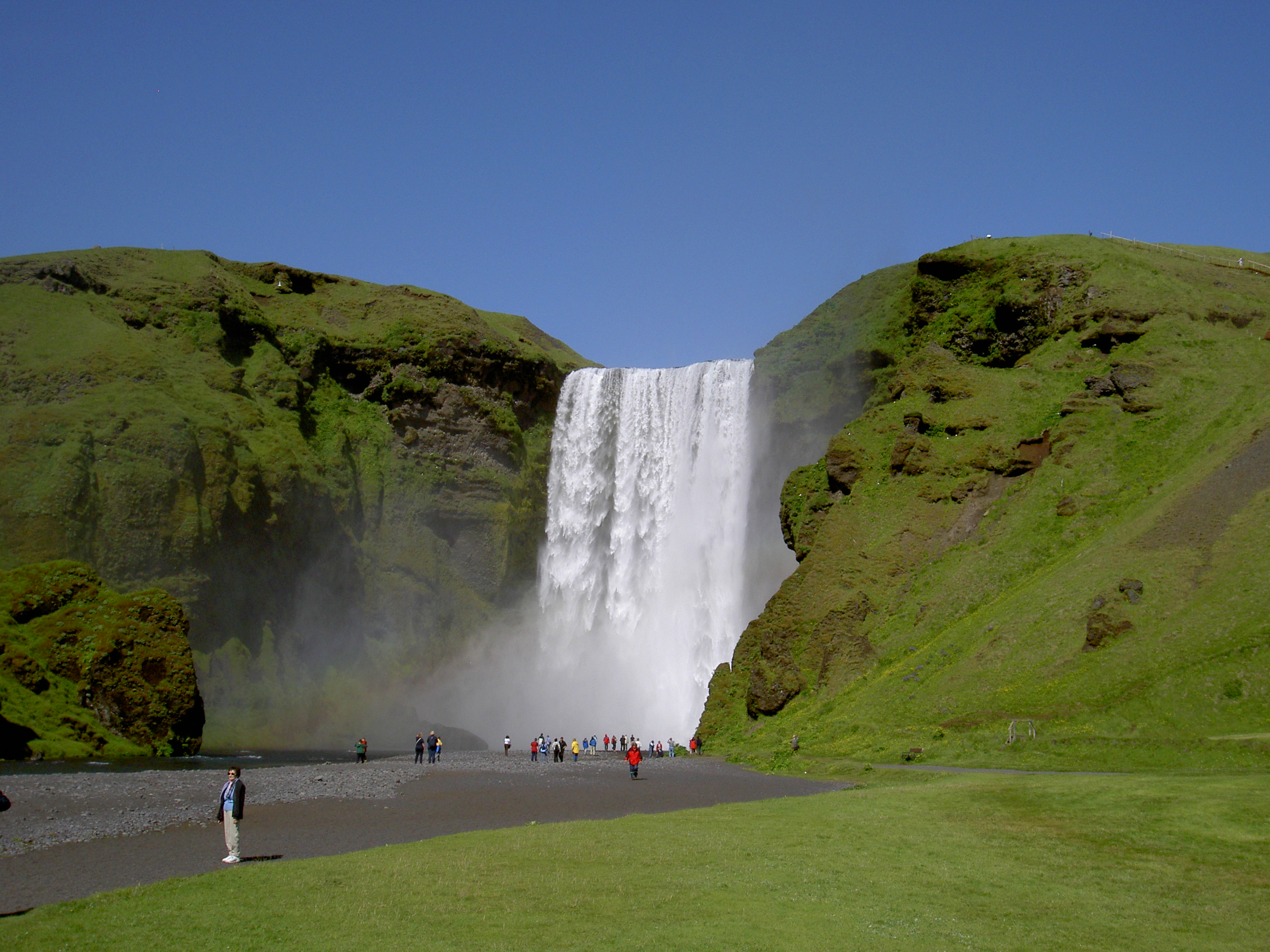
Вигляд на водоспад знизу

Скоуґафосс (ісл. Skógafoss) — водоспад, розташований на річці Скоуґа на півдні Ісландії біля стрімчака колишнього узбережжя. Після відступу берегової лінії у напрямку моря, попередні морські стрімчаки залишились паралельними до берега вздовж сотень кілометрів, разом з деякими горами утворивши чіткий кордон між береговими низовинами та Ісландським плато.

## Географія
Скоуґафос є одним з найбільших водоспадів в країні та становить 25 метрів у ширину та 60 метрів у висоту. Через велику кількість бризок, які він постійно утворює, у сонячні дні зазвичай можна побачити одинарну, або подвійну веселку. Згідно з легендою, перший місцевий поселенець вікінгів, Прасі Поуроулфссон, заховав у печері за водоспадом скарб. У продовженні легенди місцеві знаходять скриню, проте встигають лише вхопити кільце на її боці, як вона зникає знову. Це кільце начебто передали до місцевої церкви. Її старе дверне кільце є зараз у музеї, хоча достовірність його походження є дискусійним.
На східному боці водоспаду пішохідні та трекінгові стежки ведуть до переходу Фіммвьордухальс між льодовиком Ейяф'ятлайокютль та Мірдасьйокютль.